# Goethestein (Wiesbaden)

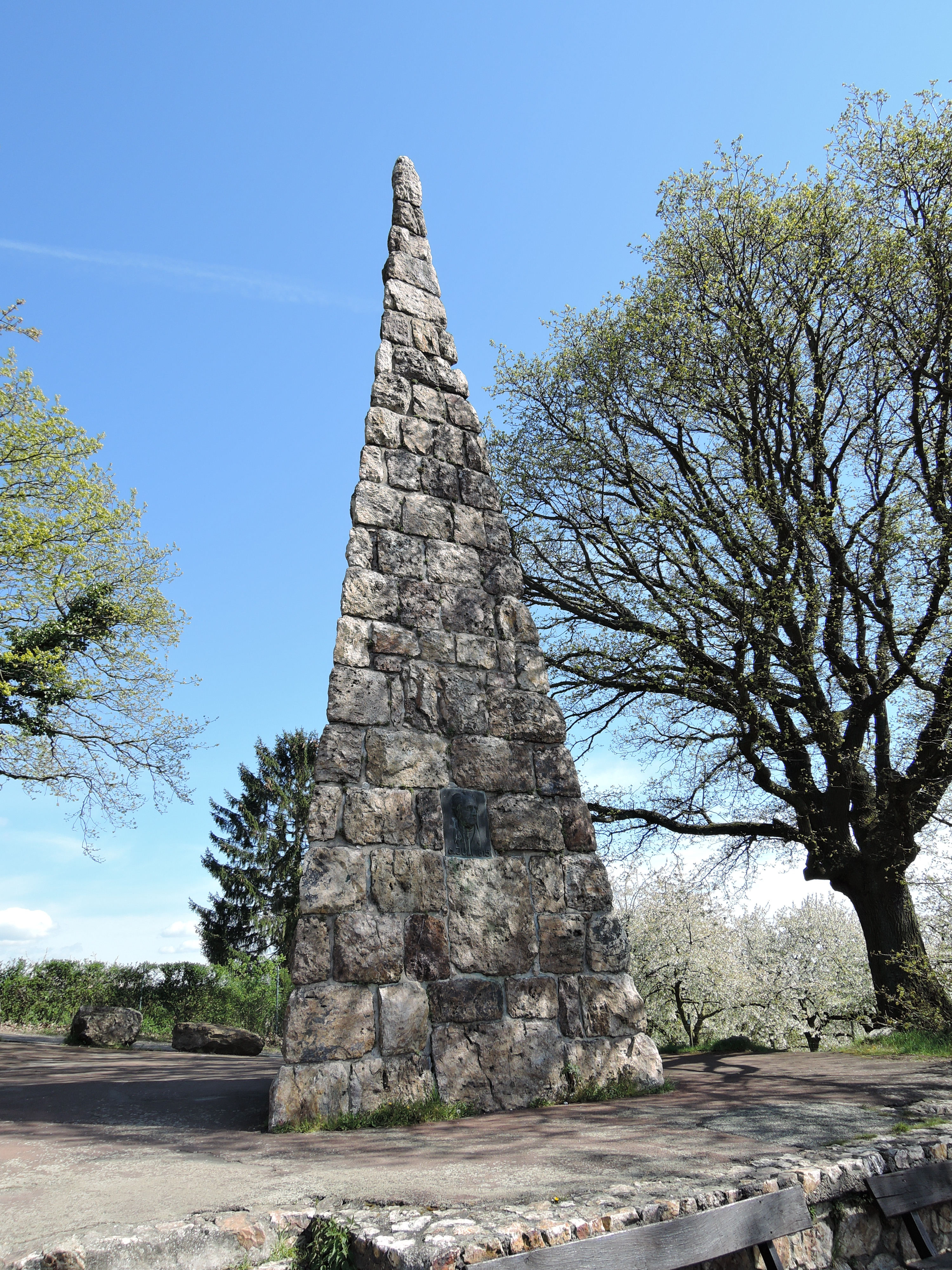
Der 1932 errichtete Goethestein in Frauenstein

Der Goethestein beim Wiesbadener Stadtteil Frauenstein ist ein im Jahr 1932 errichteter Tetraeder zum Gedenken an den Aufenthalt Johann Wolfgang von Goethes an diesem Ort.
Auf der Südostflanke des Spitzen Steins, einer 254,5 m ü. NHN hohen Erhebung des Rheingaugebirges südöstlich der Burgruine Frauenstein thront der Hof Nürnberg, ein beliebtes Ausflugslokal und Weingut, von dem man einen guten Blick auf den Rhein und den Rheingau mit seinen Weinbergen hat. 1815 machte Johann Wolfgang von Goethe hier bei seinem zweiten Aufenthalt in Wiesbaden Station, um geologische Studien zu betreiben. Im Jahre 1932 setzte man ihm neben dem Hof oben über den Rebhängen, 230 Meter über dem Meeresspiegel, mit Blick auf Frauenstein, Walluf und die Mainzer Rheinseite ein Denkmal: den so genannten Goethestein, ein auf der Grundfläche eines gleichseitigen Dreiecks aus Quadern errichteter Tetraeder, dessen hochaufragende Spitze an einen Obelisk erinnert.
Hierbei fand das Lebensmotto Goethes Umsetzung, der von sich selbst sagte:

„Diese Begierde, die Pyramide meines Daseins, deren Basis mir aufgegeben und gegründet ist, so hoch als möglich in die Luft zu spitzen, überwiegt alles andere.“

Die Gedenktafel am Goethestein trägt die Inschrift:

„Als Goethe 1815 das zweite Mal zur Kur in Wiesbaden weilte, machte er mit Freunden am 6. Juli auch einen Ausflug zum „Spitzen Stein“ und zum „Nürnberger Hof“. Es war ein Aufenthalt, der den Ästheten und Wissenschaftler in ihm zufriedenstellte. Der Dichter rühmte die schöne Aussicht, und der Geologe untersuchte mit Interesse den Quarzit des Berges auf Kupfer- und Eisenspuren. Kaum weniger aber dürfte seine Aufmerksamkeit der liebreizenden Philippine Lade (1797–1879) gegolten haben, deren künstlerisches Talent er schätzte.“

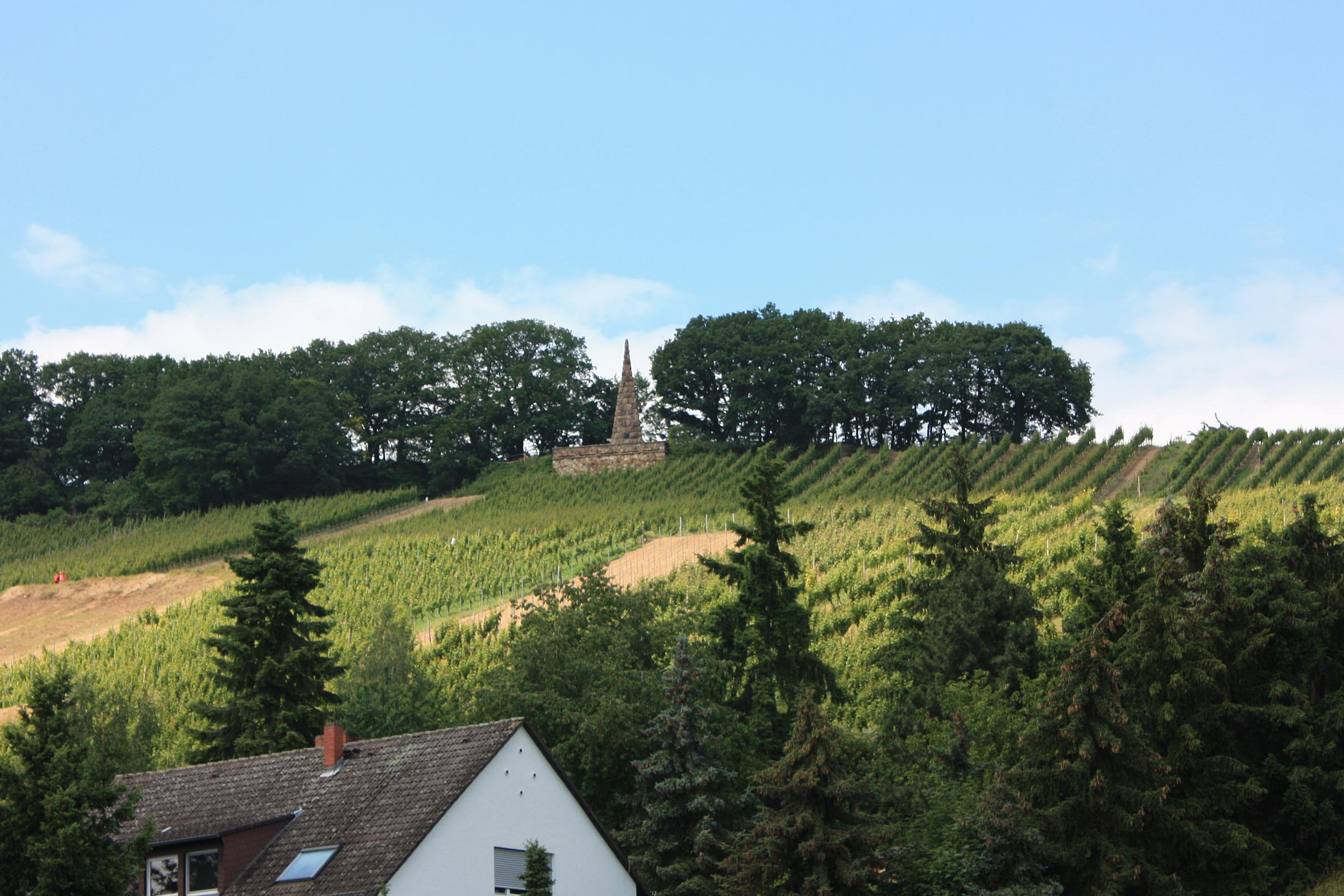
Der Goethestein von Frauenstein aus gesehen

Der Goethestein ist heute über mehrere Wanderwege, darunter der Rheinsteig, von Frauenstein und Wiesbaden aus zu erreichen. Von der Terrasse hat man einen Blick auf Haus Himmelreich in Dotzheim, Grorother Hof und Grorother Mühle und das Tal des Lindenbachs.